# 4792 Lykaon
4792 Lykaon eller 1988 RK1 är en trojansk asteroid i Jupiters lagrangepunkt L5. Den upptäcktes 10 september 1988 av den amerikanska astronomen Carolyn S. Shoemaker vid Palomar-observatoriet. Den är uppkallad efter Lykaon i den grekiska mytologin.
Asteroiden har en diameter på ungefär 50 kilometer.